# Робинсон, Эшли
Эшли Робинсон (англ. Ashley Robinson; родилась 12 августа 1982 года в Далласе, штат Техас, США) — американская профессиональная баскетболистка, выступавшая в женской национальной баскетбольной ассоциации. Была выбрана на драфте ВНБА 2004 года во втором раунде под общим четырнадцатым номером клубом «Финикс Меркури». Играла на позиции центровой.

## Ранние годы
Эшли Робинсон родилась 12 августа 1982 года в городе Даллас (штат Техас), училась она немного западнее в городе Гранд-Прери в Южной средней школе, в которой выступала за местную баскетбольную команду.